# Гулакандоз
Гулакандоз (также Гулякандоз, тадж. Ҷамоати деҳоти Ғулакандоз) — сельская община (джамоат) в Таджикистане, находящаяся в Джаббар-Расуловском районе Согдийской области.
Климат семиаридный. Общая численность населения составляет 39 006 человек (2015).
Топоним «Гулакандоз» означает «лучник» и состоит из слов «ғулак» («лук») и «андоз» (от глагола «андохдан» — «стрелять»). На месте современного Гулакандоза стояла крепость с тремя воротами, высотой стен до 5 м и окружённая рвом; в 1950-х там проводились раскопки. Через неё проходили караваны, направлявшиеся из Сабата в Худжанд через Куруш
Сельская община образована в 1905—1908 годы. В составе Российской империи принадлежал Туркестанскому краю (Самаркандская область, Ходженский уезд, Исфанейский участок, Гулакандозская волость, Гулакандозское сельское общество, деха Гулакандоз). В 1950 году в состав Гулякондоза были включены кишлаки Актепа и Хтой, в 1954 — Курганча; в 1969 году Гулякондоз был исключён из Науского района и вошёл в состав новообразованного Пролетарского района. В 1975 году кишлаки Каркамар, Курганча, Пахтакор, Янгиабад и Янтакзор отделили от Гулякондоза и передали кишлачному совету Янгихаёт.

## Населённые пункты
| № | Населённый пункт | Прежние названия | Тип населённого пункта | Население, 2017 |
| - | ---------------- | ---------------- | ---------------------- | --------------- |
| 1 | Бахтовар         | Иторчи           | село                   | 491             |
| 2 | Гулакандоз       |                  | село, адм. центр       | 38302           |
| 3 | Зархез           | Олмабароз        | село                   | 807             |
| 4 | Нурафзо          | Октеппа          | село                   | 823             |
| 5 | Самиев           |                  | село                   | 810             |
| 6 | Сокиак           |                  | село                   | 300             |